# 캄파니아주
캄파니아주(이탈리아어: Regione Campania)는 이탈리아 남부 지중해에 면한 지역을 말한다. 이지역에는 약 580만명의 인구가 있으며 이탈리아에서 세 번째로 가장 인구가 많은 지역이고, 캄파니아주의 총 영역이 13,590 km2로 이탈리아내에서는 가장 인구 밀도가 높다. 이탈리아반도에 위치해 있고 서쪽에는 지중해가 있으며 프레그라에안 제도들과 카프리섬이 캄파니아주의 행정에 포함된다.
이탈리아반도에 위치한 캄파니아는 고대 그리스에게 식민지가 됐었고 마그나그라이키아의 일부였다. 고대 로마 시기에 이지역은 그레코로만 문화가 유지되었다. 캄파니아의 주도는 나폴리다. 캄파니아는 문화가 풍부하며, 특히 요리, 음악, 건축, 고고학과 폼페이, 헤르쿨라네움, 파에스툼, 벨리아 같은 고대 지역이 관련하여 그렇다. 캄파니아의 명칭은 로마인들이 이 지역을 캄파니아 펠릭스(Campania felix)라고 부르던 라틴어에서 유래했다. 해석하자면 비옥한 캄파니아다. 캄파니아의 풍부한 자연 풍경은 특히 아말피 해안, 베수비오 산, 카프리섬이 포함되어 관광 산업에 매우 중요하다.

## 역사

### 고대 부족과 삼니움 전쟁

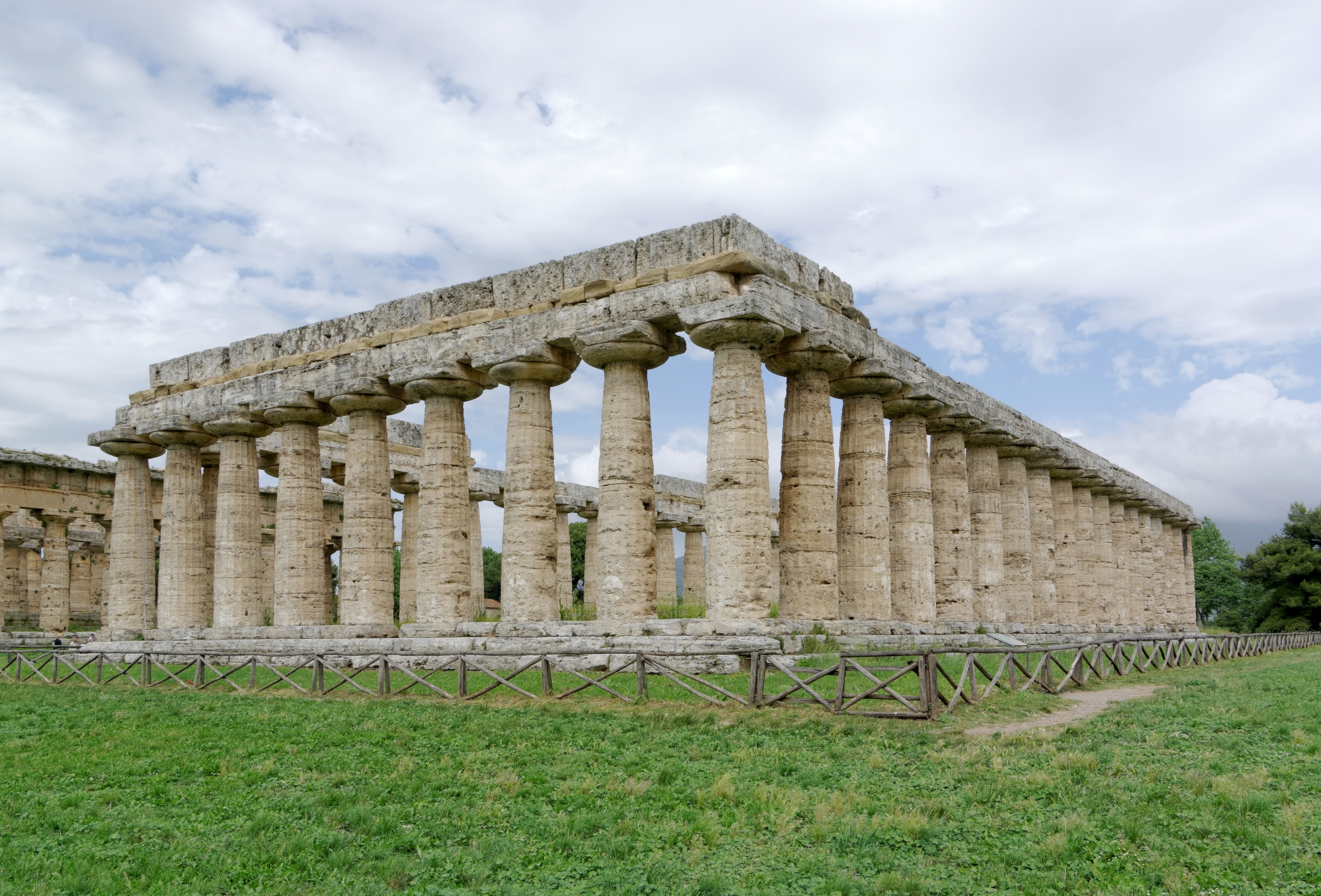
기원전 550년에 파에스툼에 세워진 헤라 신전

캄파니아 지역에 본래 거주민들은 이탈리아어의 일부인 오스키어를 사용했던 오스키인, 아우룽키인, 아우소네스인들로 밝혀졌다. 기원전 8세기 동안에 쿠마에라고도 알려진 그리스 에비아에서 온 사람들이 대략 지금의 나폴리현 지역에 식민지들을 건설하였다. 다른 오스키 부족들과 삼니움인들이 중부 이탈리아에서 캄파니아 지역으로 이주해왔다. 삼니움인들이 다른 캄파니아 지역에 거주하는 민족들보다 호전적이였을때, 당시 이탈리아반도에서 가장 번영하고 비옥한 지역들중 하나였던 카푸아와 쿠마이의 도시들을 쉽게 차지했다. 기원전 340년 기간동안에는 삼니움인들은 삼니움 전쟁이라고 알려진 분쟁으로 로마 공화국과 전쟁이 벌어졌고, 로마인들은 1차 삼니움 전쟁 기간에 북부 캄파니아 지역의 풍부한 목초지대를 차지했다.
남아있는 주요 독립된 그리스 정착지였던 네아폴리스는 삼니움인들에게 함락되었고, 네아폴리스인들은 로마인들을 불러들이는 것외에는 선택이 남아있지 않아, 그들과 함께 2차 삼니움 전쟁때 동맹을 맺었다. 로마 집정관 퀸투스 푸블릴리우스 필로(라틴어: Quintus Publilius Filo)는 기원전 326년에 네아폴리스를 탈환했고 네아폴리스에게 로마에 맞게 조정하여 키비타스 포이데라타'(라틴어: civitas foederata)라는 약간의 자치권을 부여했다. 2차 삼니움 전쟁은 로마인들의 남부 캄파니아 지역의 통치로 끝나게 되었다.

### 로마 시기
캄파니아는 기원전 4세기가 끝나고 로마 공화국의 일부가 됐고, 목초지와 부유한 전원 지역으로 평가받았다. 그리스어와 관습들은 로마의 문화와 융합되어 그레코-로만 문화의 첫 흔적을 만들었다. 피로스 전쟁 기간 동안에 캄파니아에 있는 말레벤툼에서 전투가 벌어졌는데, 로마군인들은 집정관 쿠리우스 덴타투스(라틴어: Curius Dentatus,)의 지휘로 승리하였다. 그들은 남부 이탈리아에서 카푸아 다음으로 두 번째로 컸던 도시 이름을 베네벤툼(오늘날의 베네벤토)로 바꾸었다. 제2차 포에니 전쟁 기간인 기원전 216년에 카푸아는 로마와 비슷해지기 위해, 카르타고와 동맹을 맺었다. 반항적이었던 카푸아인들은 로마의 동맹들로 남은 나머지 캄파니아 지역으로부터 고립되었다. 나폴리는 뛰어난 성벽으로 한니발로부터 남아날 수 있었다. 카푸아는 굶주림으로 카푸아 전투에서 굴복하여 로마가 승리를 거뒀다.

폼페이 최후의 날 – 카를 브률로프

나폴리를 제외한 나머지 캄파니아 지역들은 공식적으로 라틴어를 받아들였고 로마화가 되었다. 로마제국의 일부인 라티움으로서 이탈리아의 아우구스투스 시대때 곡물 주요 생산 지역의 하나로서 가장 중요한 지역이였다. 로마 제국의 황제들은 휴가처로 캄파니아지역을 많이 갔으며 그들중에는 클라우디우스와 티베리우스 등이 있으며 후자는 불명예스럽게도 카프리 제도와 관련있다. 이 시기 동안에 기독교가 캄파니아로 전래됐다. 성 베드로와 성 파울로스, 두 사도들은 나폴리에서 설교를 했다고 하며, 이 기간에 순교를 했다. 비교적 조용했던 시기는 불행하게도 폼페이와 헤르쿨라네움을 불태운 베수비오 산의 엄청난 화산 폭발로 갑작스럽게 끝나고 말았다. 쇠퇴한 서로마제국의 마지막 황제인 로물루스 아우구스투스는 476년에 나폴리에 있는 카스텔델로보 근처 저택에 감금됐다.

### 중세시대에 봉건제도
이 지역은 중세시대에 비잔티움 제국과 롬바르드인과 많은 귀족들과 왕족들의 지배를 받았다. 노르만인들의 지배 시기의 자유 지역들은 나폴리 왕국이 독립하여 중심지가 되기전에는 시칠리아 왕국의 일부였다. 이 기간에 스페인, 프랑스, 아라곤의 문화적 요소가 캄파니아 지역에 소개됐다.

### 왕국들

#### 노르만에서 앙주

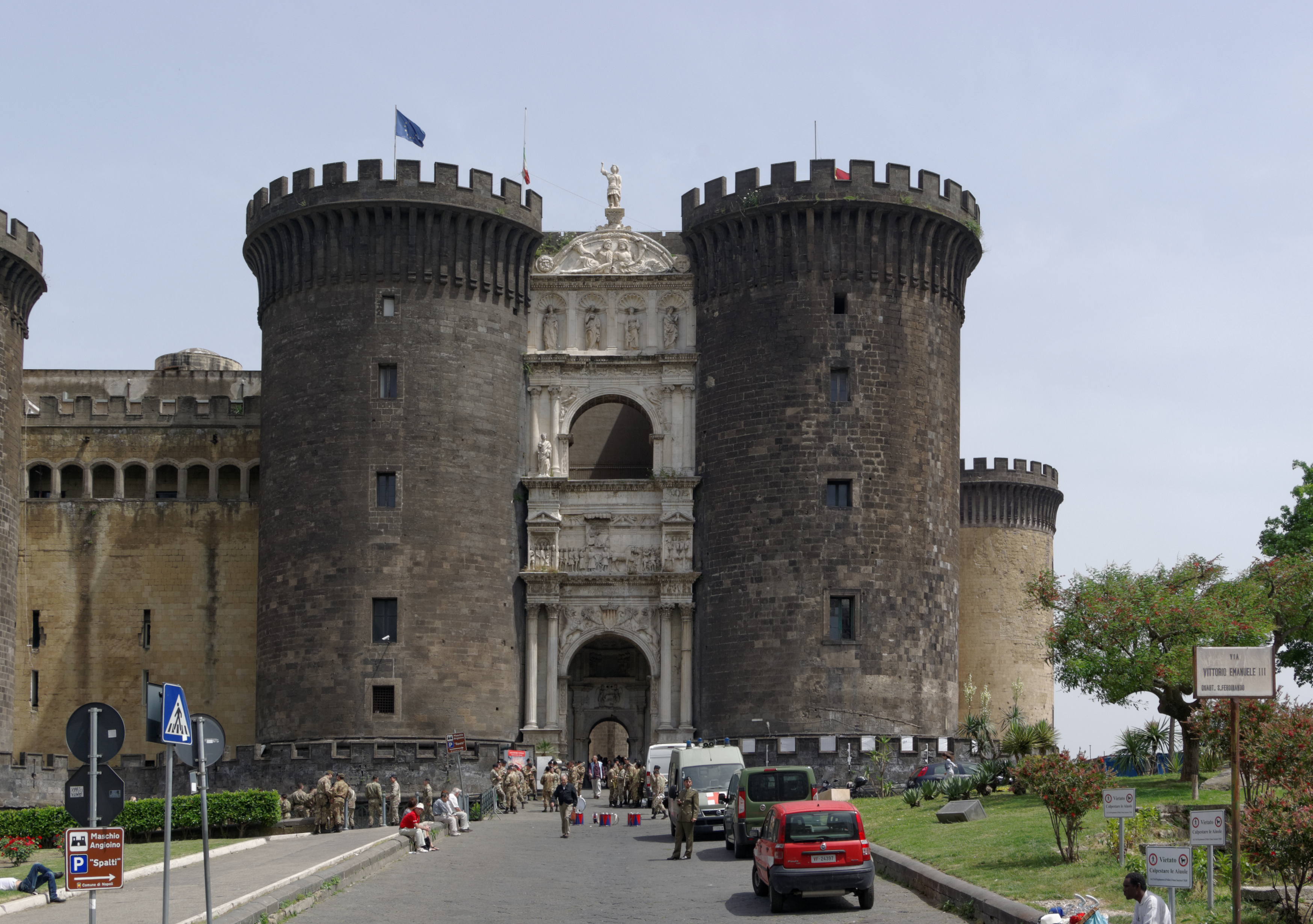
초기 왕들은 카스텔 누오보에서 통치를 했다.

노르만 왕국의 시대가 지난후에, 시칠리아 왕국은 슈바벤 출신의 강력한 독일의 왕가인 호엔슈타우펜에게 넘어갔다. 나폴리 페데리코 2세 대학교가 프리드리히 2세의해 나폴리를 왕국 지식의 중심지로 만들기위해 건립되었다. 호엔슈타우펜 가문과 교황의 갈등으로, 1266년에 교황 인노첸시오 4세는 앙주 가문의 공작 샤를 1세를 왕으로 즉위시켰다. 샤를은 공식적으로 수도를 팔레르모에서 그가 거주했던 카스텔 누오보가 있던 나폴리로 옮겼다. 이 기간에 나폴리에는 도시의 주 성당인 나폴리 대성당 같은 많은 고딕 건축물이 생겨났다.
1281년에 시칠리아 만종 사건으로 왕국의 절반이 분열됐다. 앙주 나폴리 왕국에는 이탈리아반도의 남부 지역이 포함되었고, 반면 시칠리아섬은 아라곤 시칠리아 왕국으로 갈라졌다. 전쟁은 1302년 칼타벨로타 휴전이 일어날때까지 계속됐고 프리드리히 2세는 시칠리아 왕국의 왕으로 인정됐고, 반면 샤를 2세는 교황 보니파시오 8세에 의해 나폴리 왕국의 왕으로 인정되었다. 분열속에서도 나폴리는 중요성이 커져만갔고, 피사, 제노바의 대상들과 토스카나의 은행가들을 불러들였으며 그들중에는 일부는 보카치오, 페트라르카, 조토같은 그 시대의 르네상스의 예술가들도 있었다. 앙주의 마지막 왕 르네를 상대로 승리를 거둔 후 알폰소 5세는 나폴리를 정복했고 나폴리는 잠시 동안 시칠리아와 다시 통일되었다.

#### 아라곤에서 부르봉

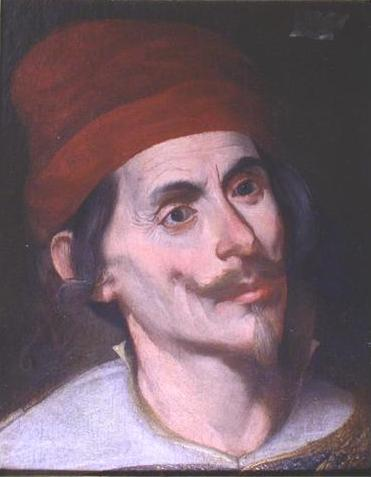
혁명가 마사니엘로

시칠리아와 나폴리는 1458년에 나뉘었지만 페란테 1세 지배하의 속국으로 남아있었다. 새 왕조는 나폴리의 무역을 이베리아반도와 관계를 증대시켰다. 나폴리는 라우라나, 다 메시나, 산나차로, 폴리치아노 같은 예술가들이 모여들어 르네상스의 중심지가 됐다. 1501년에 나폴리는 나폴리의 국왕 페데리코가 프랑스로 잡혀가던 루이 12세 시기에 프랑스로부터 직접 통치를 4년간 받았다. 스페인이 가릴리아노 전투 전투에서 승리하여, 나폴리는 합스부르크 스페인 시기 내내 스페인 제국의 일부가 되었다. 스페인 국왕은 지역 문제를 즉시 다루기위해 나폴리에 부왕을 파견했다. 이중 가장 중요한 인물은 도시속 사회, 경제, 도시 발전등에 상당한 책임을 가지고 있었고 종교 재판을 지지했던 페드로 알바레스 데 톨레도다.

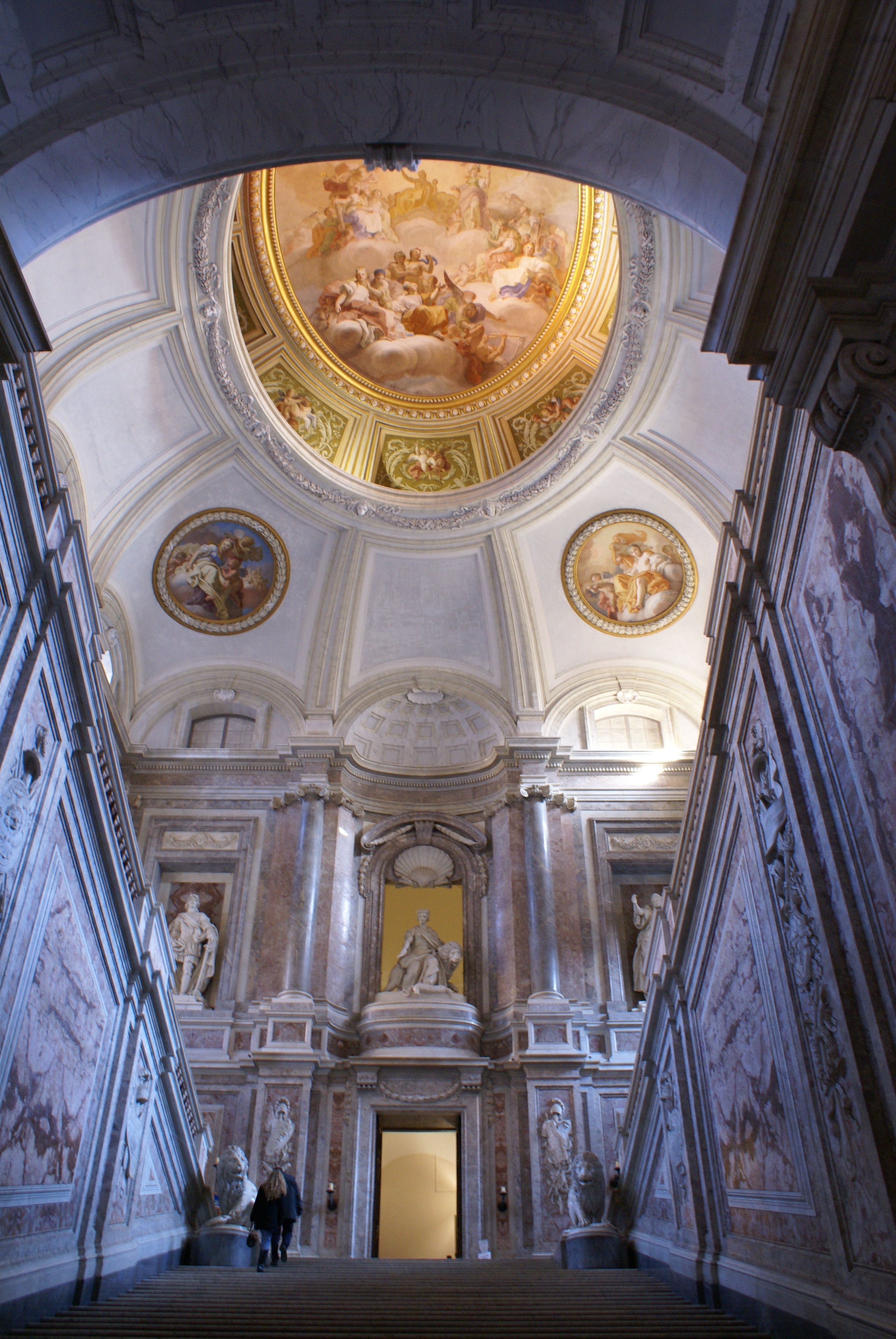
카세르타 궁전 내부

이 기간 나폴리는 파리 다음으로 유럽에서 두 번째로 큰 도시가 되었다. 바로크 시대에 이곳은 카라바조, 로사와 베르니니 같은 예술가들과 텔레시오, 브루노, 비코 같은 철학자들과, 바티스타 마리노 같은 작가들의 고향이였다. 혁명을 이끈 지역의 어부 마사니엘로는 비록 스페인의 재지배를 받기전 몇개월 밖에 지속되지 않았지만 나폴리 공화국의 잠깐의 독립을 이끌어내기도 했다. 1714년에 마침내 스페인은 스페인 왕위 계승 전쟁의 결과로 나폴리의 통치를 포기하였고, 나폴리는 비엔나를 지배했던 오스트리아인 카를 6세가 단순히 부왕으로서 통치를 했다. 하지만 스페인이 비엔나 화친 조약에서 동군연합으로서 시칠리아와 나폴리를 다시 얻게 된 폴란드 왕위 계승 전쟁은 카를로스 3세의 지배하 1738년에 스페인 부르봉으로 분가하며 독립이 선포됐다.

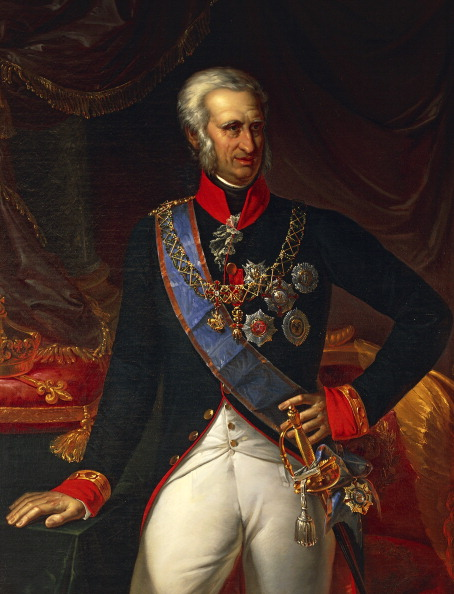
부르봉 국왕 페르디난도.

페르디난도 6세 기간에, 프랑스 혁명의 여파는 나폴리에도 이르렀다. 심지어 부르봉의 동맹인 호라시오 넬슨은 프랑스 혁명에 대해 경고하고 위해 1798년 이곳에 도착하기도 했다. 페르디난도는 후퇴를 하였고 영국 해군들에게 보호를 받던 팔레르모로 달아났다. 나폴리의 하층민들(라차로니)들은 부르봉 왕가에게 충성스러워서 군인으로 참전하여, 나폴리의 친공화주의 귀족들과 싸웠고 내전이 유발되었다. 공화주의자들은 카스텔 산텔모를 점령했고 프랑스 군대의 지원을 받아 파르테노페아 공화국을 선포하였다. 파브리치오 루포 휘하의 하층민 반혁명 종교군들이 봉기하여 큰 성공을 거뒀고, 프랑스군들을 나폴리에서 항복시켰으며, 그들을 툴롱으로 돌아갈수있게 해주었다.
페르디난도 6세는 왕으로 복귀했지만, 7년후만에 나폴레옹이 그의 왕국을 정복하였고 그의 남동생 조제프 보나파르트가 포함된 보나파르트 왕가가 대신하였다. 오스트리아 제국과 동맹들의 도움으로 보나파르트 가는 나폴레옹 전쟁에서 패배했고, 부르봉 국왕 페르디난도 6세는 다시 한번 왕관과 왕국을 되찾았다. 1815년에 열린 빈 회의에서 나폴리 왕국과 시칠리아 왕국은 양 시칠리아 왕국으로 합쳐졌고, 수도는 나폴리였다. 나폴리는 많은 공장이 도처에 있어 매우 중요한 교역의 중심지기 때문에, 1839년에 이탈리아반도에서 철도가 있는 첫 도시가 되었다.

### 제 2차 세계대전, "수도 살레르노"
1943년 9월, 살레르노는 눈사태 작전 장소였기 때문에 엄청난 피해로 고통받았다. 1944년 2월 12일부터 7월 17일까지 피에트로 바돌리오 원수 정부가 들어섰었다. 그 몇달동안 살레르노는 임시 "이탈리아 왕국의 수도"였고 국왕 비토리오 에마누엘레 3세가 도시 변두리의 저택에서 거주했다. 살레르노는 2012년 1월 7일 이탈리아의 총리 마리오 몬티로부터 이탈리아의 영광스러운 역사와 중심 도시임을 축하하는 첫 "트리콜로레(이탈리아어: Tricolore)로 인정받았다.

## 지리
캄파니아는 면적이 13,590 km2 이고, 티레니아해를 접하고 있는 해안선이 350 km다. 캄파니아는 몇몇 만(灣) (나폴리 만, 살레르노 만, 폴리카스트로 만)과 3개의 섬(카프리섬, 이스키아섬, 프로치다)들이 유명하다.
캄파니아는 4개의 다른 주들과 맞대고 있다. 북서쪽에는 라치오, 북쪽에는 몰리세, 북동쪽에 풀리아(아풀리아). 동쪽에 바실리카타.
산악지역의 내부는 드물게 2000m에 도달하면 일부 육괴안에에 분열이 있고 해안 가까이에 가면 화산성 육괴(캄피 플레그레이, 베수비오)가 있다.
기후는 해안을 따라 전형적인 지중해성 기후인 반면에 내륙지역은 겨울에 기온이 좀 더 낮은 유럽 대륙성 기후다. 전체 면적의 51%는 언덕이 많고, 34%는 산악지형이며, 남은 15%는 평지로 되어있다. 강한 지진이 일어나는 지역이기도 하다.

## 경제
식품 산업은 캄파니아 지역의 산업의 중요한 기둥 중 하나다. 농업 구조는 발전하고 있고 급료와 질의 높은 수준으로 이어지고 있다. 캄파니아는 주로 과일과 야채를 생산하지만, 온실에서 꽃을 길러 생산량을 늘리면서 이탈리아내에서 그분야를 이끄는 지역이 되고 있다. 이 분야의 부가가치는 지역 전체의 부가가치의 6.5%인 2억3천1백만 유로로 발표되었다. 캄파니아의 견과류 생산량은 이탈리아 전체 생산량의 절반이 넘고 토마토 생산량 역시도 매년 150톤을 생산하며 선두를 달리고 있다. 취약점으로는 지역의 농업이 농가 규모가 3.53 핵타르로 매우 감소하고 있다. 품종개량은 널리 퍼져있고(2000년에 70,278 농가) 생산된 우유가 모차렐라같은것을 생산하는데 쓰이고 있다. 올리브 나무는 농지 74,604 헥타르를 덮고있어 과일생산과 함께 농업 부가가치가 6억2천만유로에 이르르게 했다. 우수한 와인생산과 함께 와인생산량도 증가하고 있다.
캄파니아는 다른 지역과 빠르게 연결되기 위하여 도로망, 철도망과 해양 연결과 공항(나폴리 공항)등이 빽빽히 들어서 있다. 캄파니아는 많이 나아졌지만 역사적으로 문제를 안고 있다. 주도(州都) 나폴리는 이탈리아에서 가장 붐비고 흥미로운 도시 중 하나이며, 역사적인 미와 자연미를 함께 할뿐만 아니라 예술적인 면과 고고학적인것도 풍부하여 여전히 지역 삶의 중심지로 대표되고 있다. 항구들은 지중해 분지 전체와 연결되어 있고, 유적, 예술의 도시(나폴리와 카세르타), 아름다운 해안지역과 섬들은 관광객들을 끌어들이고 있다. 서비스업은 주의 총 생산량의 78%를 차지한다.

## 인구 통계
주에 있는 580만명의 거주민들은 나폴리, 베네벤토, 살레르노, 아벨리노, 카세르타 등 5개의 현에서 거주하고 있다. 그중 총 인구의 절반이 넘는 가량이 인구밀도가 2km2 당 2,626명에 달하는 나폴리 현에서 거주한다. 현 안에서는 가장 높은 인구밀도는 km2당 13,000명에 이르는 포르티치 시다. 지난 10년 동안에 해안지역과 내륙지역의 격심한 경제 차이가 최근까지 있던 캄파니아는 아벨리노 현과 베네벤토 현의 개발로 개선을 보이고 있다. 같은 시기 살레르노, 나폴리, 카세르타 지역들은 선진 서비스 분야에 연결된 활동적이고 다양한 개발이 됐다.
중부와 남부의 이탈리아 지역과 달리, 지난 10년간 캄파니아주는 많은 수의 이민자가 없었다. 이탈리아 국가 통계 기관인 이탈리아 국립통계연구소(ISAT)는 2007년 7월에 캄파니아주 총 인구의 1.7%에 해당하는 98,052명의 외국 태생의 이민자들이 캄파니아주에 거주한다고 발표했다. 그 이유는 최근에 들어서 북부지역에 비해서 남부 지역에 더 취업 기회가 많기 때문이다.
| 연도                           | 인구      | ±%     |
| ------------------------------ | --------- | ------ |
| 1861                           | 2,402,000 | —      |
| 1871                           | 2,520,000 | +4.9%  |
| 1881                           | 2,660,000 | +5.6%  |
| 1901                           | 2,914,000 | +9.5%  |
| 1911                           | 3,102,000 | +6.5%  |
| 1921                           | 3,343,000 | +7.8%  |
| 1931                           | 3,509,000 | +5.0%  |
| 1936                           | 3,697,000 | +5.4%  |
| 1951                           | 4,346,000 | +17.6% |
| 1961                           | 4,761,000 | +9.5%  |
| 1971                           | 5,059,000 | +6.3%  |
| 1981                           | 5,463,000 | +8.0%  |
| 1991                           | 5,630,000 | +3.1%  |
| 2001                           | 5,702,000 | +1.3%  |
| 2011                           | 5,834,000 | +2.3%  |
| 2017                           | 5,839,084 | +0.1%  |
| Source: ISTAT 2001, 2011, 2014 |           |        |

## 정부와 정책
캄파니아의 정책은 대의민주주의의 대통령의 체제에서 발생하며, 그럼으로 인해 주 정부의 대표는 여러 형태의 다당제 정부수반이다. 행정력은 주 정부에서 행사되며 입법부는 주 정부와 주 의회에 속해있다.
캄파니의주 의회(이탈리아어: Consiglio Regionale della Campania)는 60명으로 구성이 되며 그중 47명은 현의 선거구 비례대표이고 나머지 12명은 "지역의 명단"이라 불리는 주에서 선출된 대표들이며, 마지막 한명은 보통 의회에서 반대의 대표가 되는 입후보자이다. 만약 연립정당이 투표에서 55% 이상으로 승리를 할 경우, "지역 명단"에서 단 6명이 선출될 수있으며 비례대표의 수는 현의 선거구에서 53명이 선출된다.

### 관리 지역
캄파니아 현은 다섯개의 현으로 구분된다:
| 현            | 면적 (km2) | 인구         | 인구밀도 (inh./km2) |
| ------------- | ---------- | ------------ | ------------------- |
| 아벨리노도    | 2,792      | 427,310 명   | 153                 |
| 베네벤토도    | 2,071      | 283,393 명   | 136.83              |
| 카세르타도    | 2,639      | 906,596 명   | 343.54              |
| 나폴리 광역시 | 1,171      | 3,052,763 명 | 2,606.97            |
| 살레르노도    | 4,923      | 1,092,349 명 | 222.11              |

## 문화

### 요리

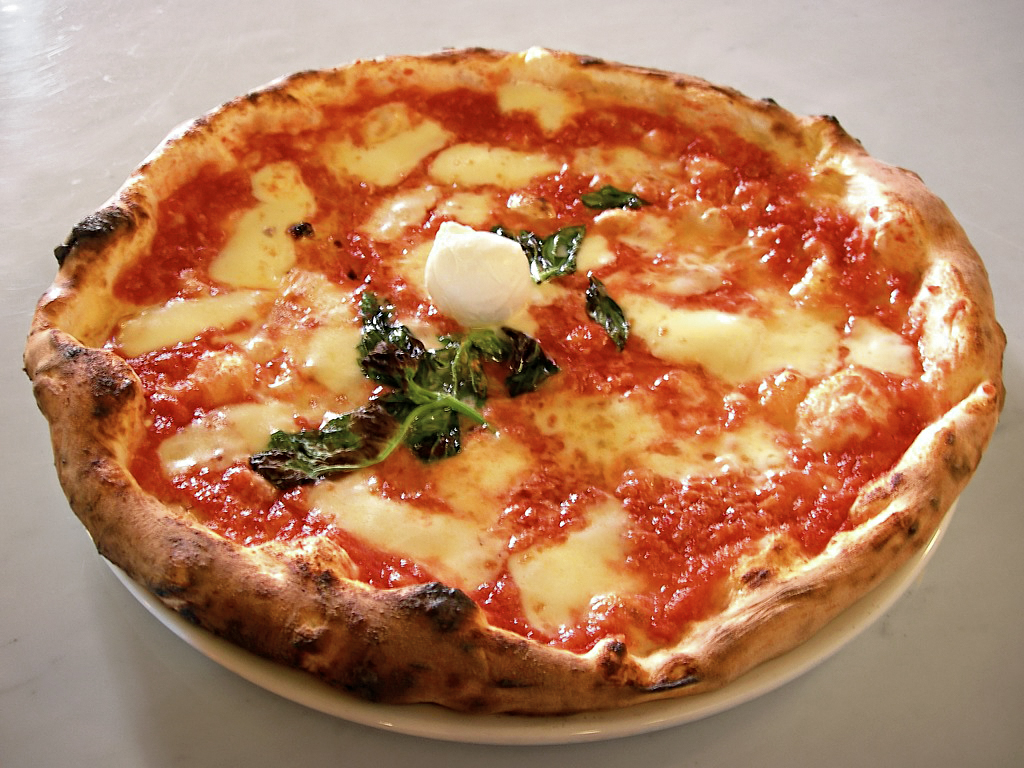
정통 나폴리 피자

캄파니아 요리는 지역에 따라 다양하다. 나폴리 지역의 음식들은 해산물이 중심인 반면에 카세르타 지역과 아벨리노 지역은 신선한 야채와 치즈에 치중한다. 소렌토 지역의 음식은 나폴지와 살레르노의 지역로부터의 음식문화가 합해있다.
피자는 나폴리에서 유래했다. 나폴리 지역의 역사적이고 전통적인 피자들은 피자 프리타(pizza fritta/ 구운 피자)이고, 거기에 리코타 치즈를 잔뜩 채운것을 칼조네라 하고, 올리브유와 토마토 소스, 마늘을 넣고 만든것이 피자 마리나라, 올리브 유, 토마토 소스, 모차렐라 치즈, 바질 잎을 넣고 만든 피자 마르게리타가 있다. 나폴리인들은 토마토를 관상수로 만 쓴것이 아니라 유럽 최초로 음식과 고명으로 사용했다.
스파게티는 남부 이탈리아와 캄파니아 지역의 음식으로 잘 알려져있다.

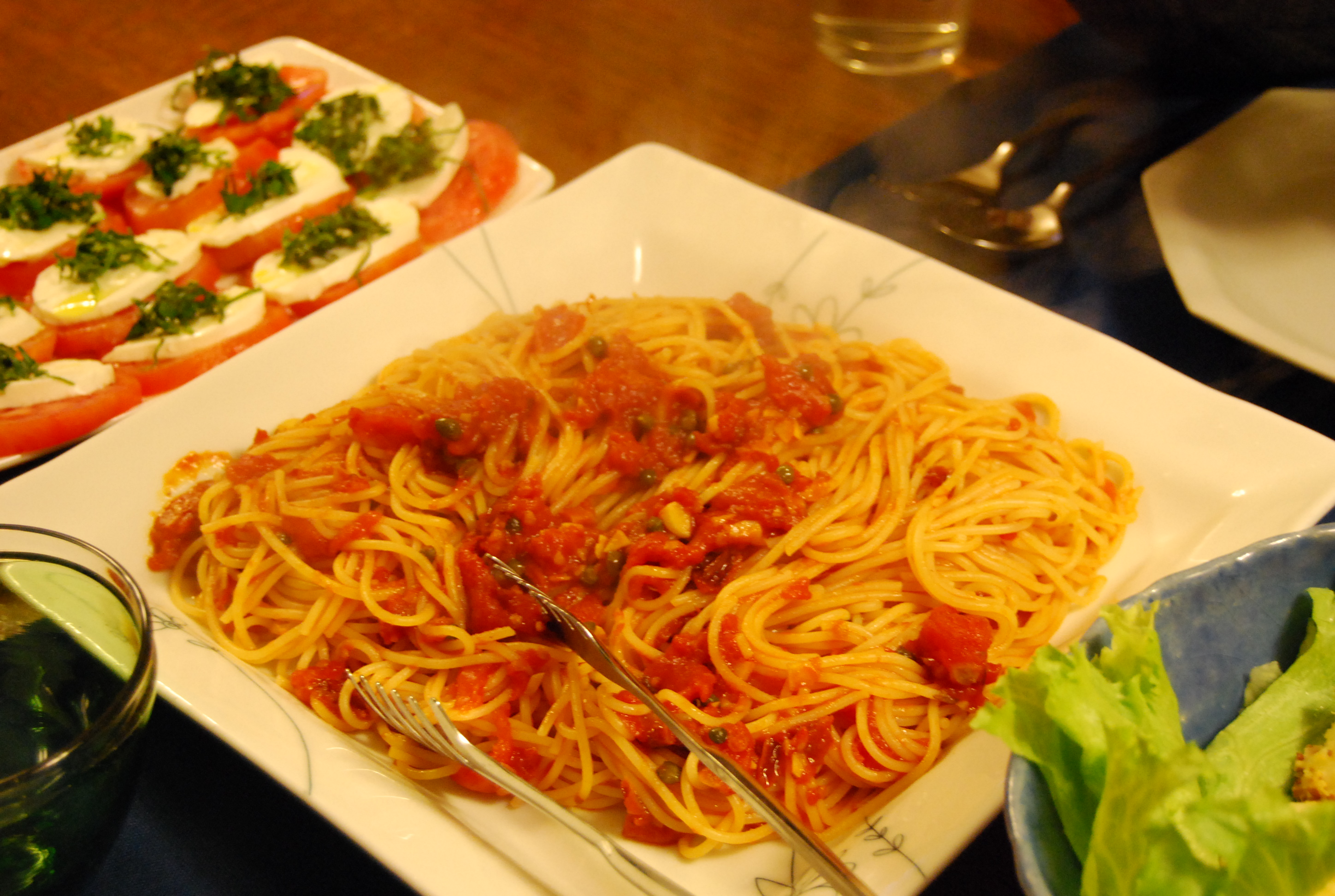
토마토, 올리브, 멸치류와 케이퍼로 만든 소스를 토핑으로 한 매콤한 파스타인 스파게티 알라 푸타네스카는 캄파니아에서 유래한 음식이다.

캄파니아는 라크리마 크리스티, 피아노, 알리아니코, 그레코 디 투포, 페레 에 팔롬마, 이스키타노, 타부르노, 솔로파카, 타우라시들이 포함된 와인도 생산한다. 카세르타 지역의 치즈는 모차렐라 디 부팔라 (버팔로 모차렐라)(버팔로의 젖으로 만든 치즈)와 소의 젖으로 만든 피오르딜라테(우유의 꽃), 양이나 버팔로의 젖으로 만드는 리코타, 소 젖으로 만든 프로볼로네, 염소 젖으로 만든 카초타로 이루어져있다. 버팔로는 카세르타와 살레르노 지역에서 사육하고 있다.
일부 다른 케이크와 파이가 캄파니아 지역에서 만들어졌는데, 파스티에라는 부활절에 먹는다. 카사티엘로와 토르타노도 라드나 기름을 넣고 다양한 종류의 치즈들을 빵의 반죽에 넣고 만들고 거기에 얇게 썬 살라미를 얹어서 만들어진 부활절에 먹는 케이크다. 럼과 리몬첼로(소렌토 반도에서 개발된 리큐어)와 잘 어울리는 바바 케이크도 나폴리의 진미로 잘 알려져있다. 바바는 양 시칠리아 왕국의 오스트리아 지배 시절에 캄파니아 지역에 전래된 오래된 오스트리아식 케이크이고 시민들이 노동이나 다른 할일을 항상 서둘러 일명 "걷는 케이크" 라고 바뀐것이다. 스폴리아텔레는 아말피 해안지역의 케이크이고 체폴레처럼 전통적으로 성 요셉의 날에 먹는다. 작은 공모양의 구운 반죽에 꿀을 살짝 담근 스트루폴리는 크리스마스 휴일에 즐긴다.

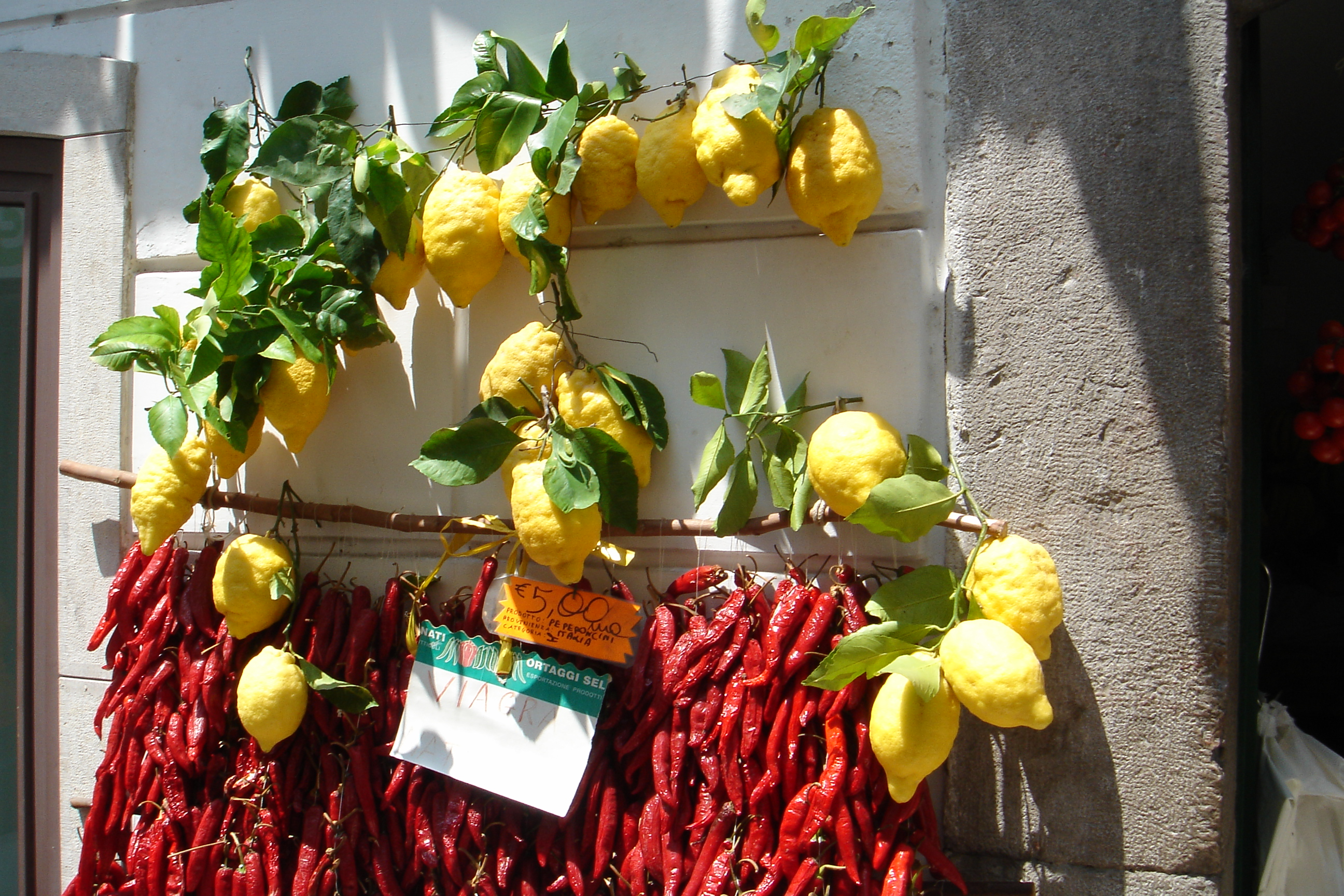
아말피 가게에 걸려있는 건조된 피망과 레몬

또 다른 캄파니아 음식은 마요네즈와 감자를 넣고 새우를 고명으로 얹고 야채에 식초를 끼얹은 소위 러시아식 샐러드(프랑스에서 비슷한 요리를 기초로한다)라고 불린다. 러시아에서는 이 같은 음식을 올리비예라고 부르고, 독일에서는 이탈리아식 샐러드라고 한다. 프랑스에서 전래된 다른 요리는 삶은 감자를 오븐에서 케이크 형식으로 구운 "가토(gattò)" 또는 "가테아우 디 파타테(gateau di patate)"라고 하는 음식이다. 러시아식 샐러드 처럼, 캄파니아 지역에는 해산물을 기본으로 하는 요리들의 고향이기도 하여 "인살라타 디 마레(insalata di mare / 해산물 샐러드)", "추파 디 폴포(zuppa di polpo / 문어 수프)"와 "추파 디 코체(zuppa di cozze / 홍합 수프") 같은 음식들이 인기가 있다. 다른 지역의 해산물 음식에는 "프리텔레 디 마레(frittelle di mare / 해초류 튀김"), 식용할 수 있는 포세이도니아 해조로 만든 "트릴리에 알 카르토초(triglie al cartoccio / red mullet in the bag")와 "알리치 마리나테(alici marinate / 신선한 멸치와 올리브 기름을 이용한 요리")가 있다. 이스키아섬은 토끼요리에 생선요리로도 유명하다. 캄파니아는 소렌토 레몬의 고향이기도 하다. 지역에서는 프리아리엘리(friarielli)라고도 알려진 라피니(브로콜리라브)는 지역 음식을 하는데 자주 사용된다. 캄파니아는 많은 견과류를 생산하며 특히 살레르노와 베네벤토 지역에서 많이 생산한다.

### 고대, 중세, 그리고 초기의 미술

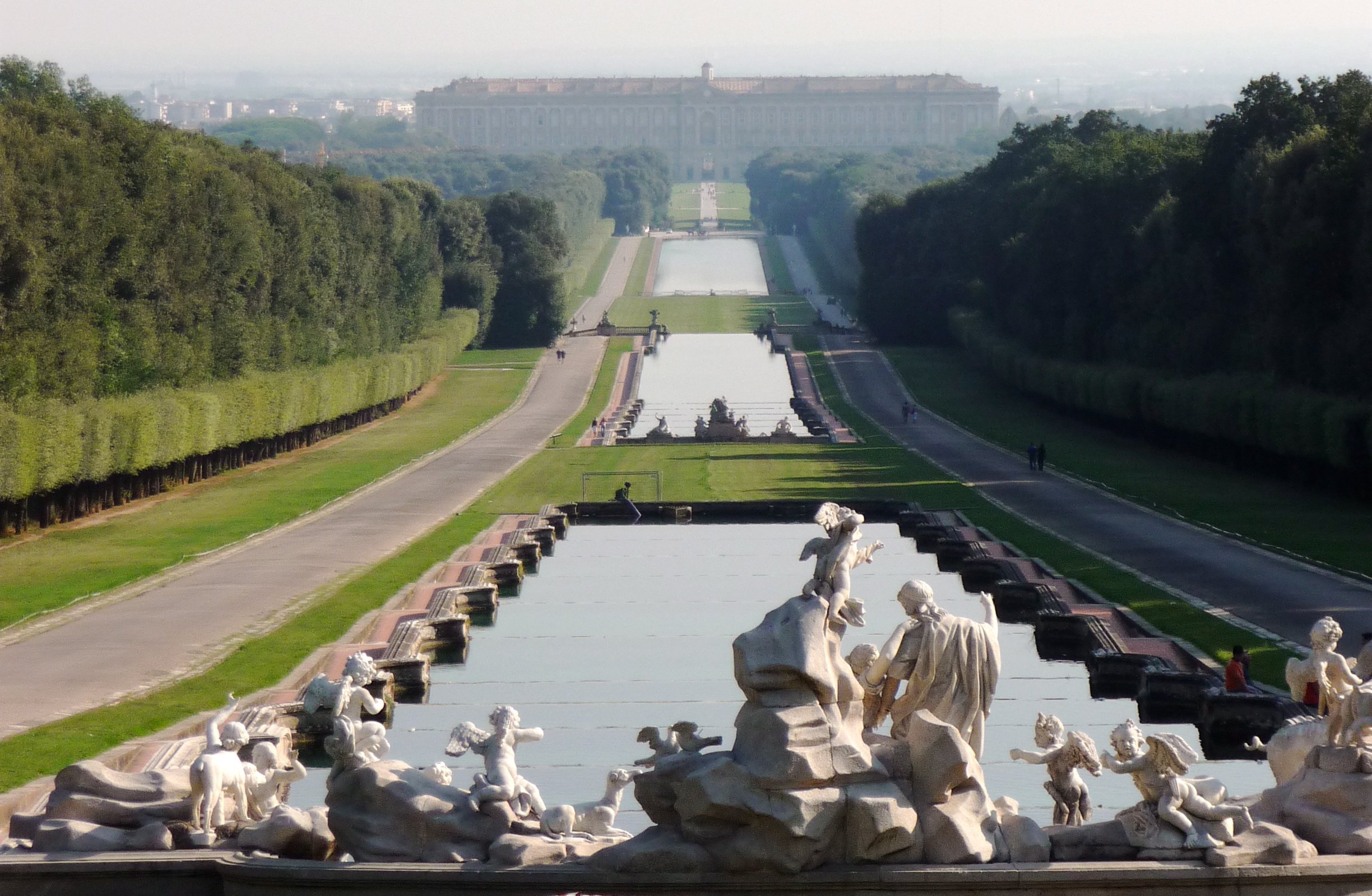
카세르타 궁전의 바로크식 대정원

캄파니아 지역은 역사와 문화가 엄청나게 풍부하다. 오늘날의 벨리아였던 그리스 식민지 엘레아는 기원전 490-480년에 유명했던 엘레아의 제논이나 파르메니데스같은 소크라테스 이전 철학자들의 고향이였다. 라틴어 시인 베르길리우스(기원전 70년– 기원전 19년)는 그의 인생 후반기에 나폴리에 정착했다(이 시기에 그의 서사시 아이네이스가 쓰였다). 고대의 과학자 대 플리니우스는 베수비오 산을 연구하였고, 기원후 79년에 화산 폭발로 인한 가스로 인한 중독으로 사망하였다.
서로마 제국의 마지막 황제 로물루스 아우구스투스는 500년 쯤에 게르만 장군 오도아케르의 인질로 나폴리에서 죽었다. 중세시대에는, 예술가 조토가 카스텔 누오보에 프레스코를 만들었다. 이 예술작품은 나중에 지진으로 파괴되었다.
중세시대가 끝날때쯤에, 고대 로마와 그리스, 아랍의 의술을 한대에 모아 접목시킨 살레르노의 의학교가 유럽에 알려졌고 치료방식은 유럽대륙 전체에 채택되었다. 일부에서는 살레르노 의학교가 유럽의 첫 대학교 중 하나일 것이라고 주장하기도 했다. 토스카나의 시인 보카치오가 나폴리에 다양한 일로 방문을 했고 그가 저술한 데카메론에서 이 도시의 방종함에 대해 묘사하였다. 그는 나폴리의 왕과 가까웠던 귀족 여인에 대한 사랑 이야기 역시도 저술하기도 했다.
1570년에 로망스 소설 돈 키호테를 쓴 스페인 작가 미겔 데 세르반테스가 나폴리에서 스페인 병사로 복무했었다. 시인 토르콰토 타소가 1575년에 소렌토에서 태어났다. 1558년 초순에 첫 현대적인 서술과 "camera obscura"(카메라 옵스큐라)의 연구가 조반니 바티스타 델라 포르타의 마자에 나투랄리스(Magiae Naturalis)에 의해 이탈리아에서 인정되었다.
철학자 조르다노 브루노가 놀라에서 태어났다. 그는 처음으로 태양의 무한함과 우주에서 세상의 무한함에 대한 이론을 제시하였다. 그는 스페인 종교 재판으로 1600년에 로마에서 화형당했다. 바로크 화가 카라바조는 나폴리에 그의 작업실을 설치했다. 베르가모 출신의 이탈리아 바로크 건축가 코시모 판차고도 나폴리로 이주할걸 결정했다.
18세기 나폴리는 유럽 대륙에서 문화적으로 중요한 모든 도시들을 방문하기로하는 철학자들이 계획한 "대 여행(Grand Tour)"의 마지막 방문 도시였다. 네덜란드 건축가 카스파르 판비털의 아들인 이탈리아인 건축가 루이지 반비텔리가 1750년대에 카세르타에 왕궁을 지었다. 그는 나폴리의 귀족들이 휴일을 보내는 많은 신고전주의 스타일 궁전을 짓는데에 많은 기여를 하였다. 이렇게 만들어진 궁전들은 오늘날 세계에 "빌레 베수비아네(Ville Vesuviane)"로 알려져있다.

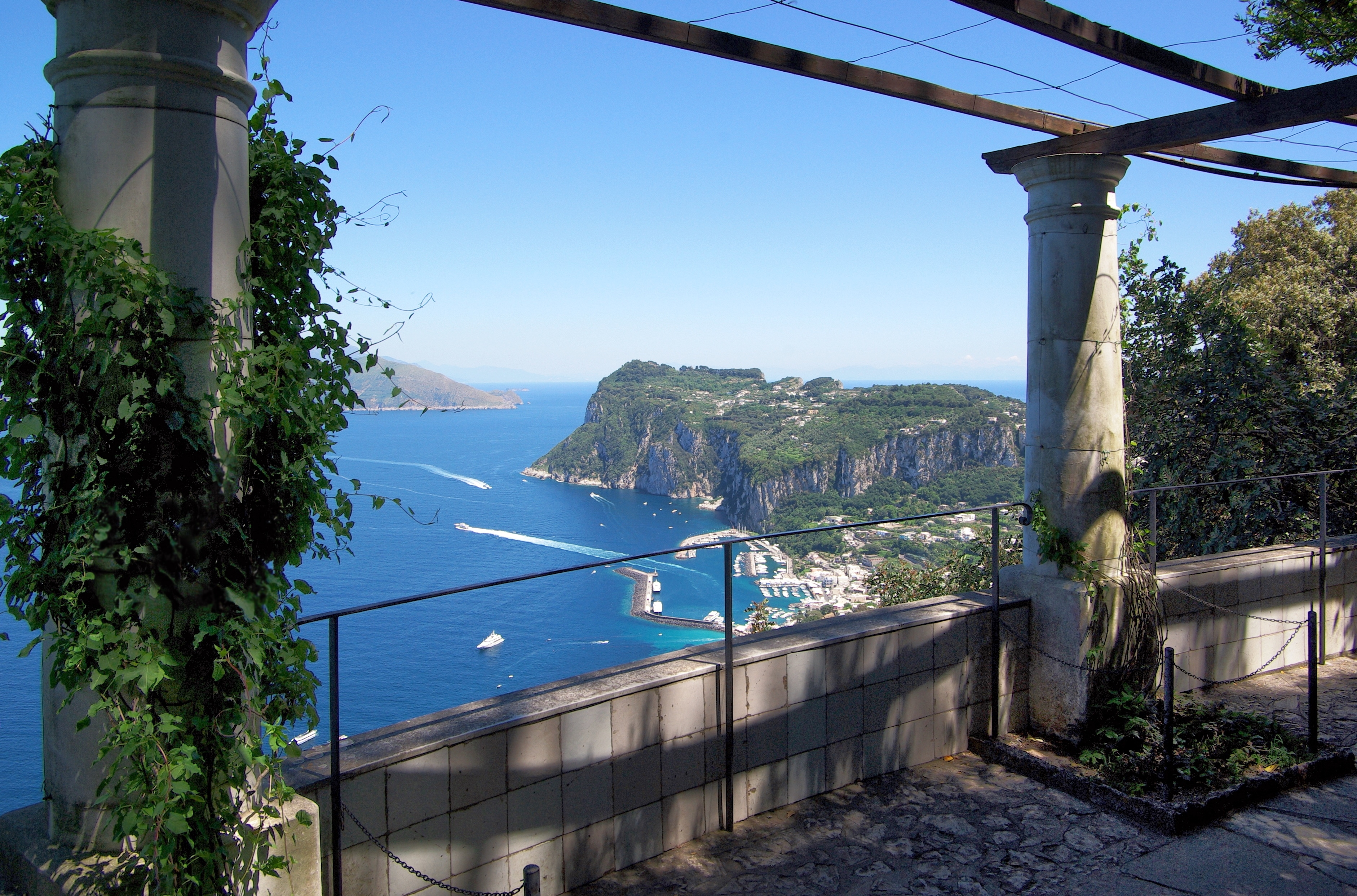
캄파니아의 문화적 상징으로 자주 보는 카르피섬

산세베로의 왕자 라이몬도 디 산그로는 과학자이면서 마지막 연금술사 중 한 명이였다. 이 시기에 독일의 작가 괴테가 캄파니아와 나폴리를 방문하였다. 독일의 고고학자 요한 요아힘 빙켈만 역시도 1748년에 나폴리, 파에스툼, 헤르쿨라네움과 폼페이를 방문했고 나중에 나폴리 왕국에서 고고학 조사방법에 대해 연구를 했다. 그는 헤르쿨라네움 유적지에서 발견한 그림, 조각, 기념비와 불탄 파피루스 두루마리를 처음으로 연구한 이 중 하나였다. 폼페이의 유적지는 1748년에 나폴리 왕국의 샤를 3세의 명령에 따라 발굴된 곳이다. 그는 유럽에서 처음으로 유적지를 보호하고 보존하는 것에 대한 현대적인 법을 발표하였다. 이 시기에 나폴리의 음악가들로는 니콜로 안토니오 친가렐리, 조반니 파이시엘로가 있다.
음악가 조아키노 로시니는 그가 많은 작품을 썼던 나폴리에서 몇 년간 살았었다. 이탈리아어 시인이자 작가 자코모 레오파르디는 나폴리와 토레델그레코로 집을 지었고, 그에게 남겨진 짧고 젊은 인생을 보냈다. 그는 1837년에 나폴리에서 사망했다. 첫 베수비오산 관측대가 1841년에 나폴리에 건립됐다. 1850년 밀라노에서 태어난 지질학자 주세페 메르칼리가 베수비오산의 관장이였다.
영국 정치인 윌리엄 글래드스턴이 신문 기사에 19세기 중반 나폴리 왕국의 교도소 체제의 끔찍함에 대해서 발표하였다. 그의 팸플릿은 1861년 이탈리아의 통일에 많은 도움을 줬고 그의 고국에서 그의 명성은 더욱 주목해졌다. 후에 밝혀진 바로는, 그는 나폴리의 죄수들을 방문하거나 감옥체제를 연구한적이 없다고 한다. 그는 단순하게 상상한 글을 발표했을뿐이었다.
프랑스 작가 알렉상드르 뒤마는 이탈리아 통일 과정에 즉시 참여했고, 나폴리에서 그 도시에 관한 역사 소설을 쓰며 2, 3년간을 체류했다. 그는 물론 기자로도 잘 알려져있다. 작가이자 정치인이면서 1861년 이탈리아의 재통일 이후 두 번의 교육장관을 한 프란체스코 데 산크티스가 베네벤토 근처 모라데산크티스에서 태어났다.
독일의 과학자 안톤 도른은 Maritime Zoological Station라고 알려진 세계에서 최초의 수족관을 나폴리에 설립하였고 임해(臨海)실험소로 사용하였다. 카포디몬테 천문대가 1816년 조아생 뮈라에 의해 건립되었다. 지금 천문대는 이탈리아의 천체물리학 실험실로 쓰이고 있다. 과학자이자 외과의였던 안토니오 카르다렐리와 주세페 모스카티는 나폴리 의학 연구의 대표자들이다.

### 현대와 오늘날의 미술
19세기 후반에서 20세기 초까지 평가를 받은 포실리포 파와 레시나 파에는 자친토 지간테, 페데리코 코르테세, 도메니코 모렐리, 사베리오 알타무라, 주세페 데 니티스, 빈첸초 제미토, 안토니오 만치니, 라파엘로 팔리아체티같은 화가들이 있었다.
이 화풍으로부터 직접적으로 영향을 받은 화가들로는 살바토르 로사, 피에르 자크 볼레르와 그의 삶 마지막 몇년을 나폴리에서 보낸 안토니 스밍크 피틀로가 있다. 오페라 가수 엔리코 카루소도 나폴리 토박이 출신이다. 러시아 혁명 지도자 블라디미르 레닌은 카프리에서 몇년을 살았다. 20세기에 나폴리 민요라고 불리는 장르가 전 세계적으로 유명해졌다. 유명한 곡들로는 "오솔레미오(O sole mio)", "푸니쿨리, 푸니쿨라(Funiculì, funiculà)", "오 수르다토 나무라토(O surdato nnamurato)", "토르나 아 수리엔토(Torna a Surriento)", "구아파리아(Guapparia)", "산타 루치아(Santa Lucia)", "레지넬라(Reginella)", "마레키아로(Marechiaro)", "스핀굴레 프란체세(Spingule Francese)"등이 있다.
러시아의 무정부주의 혁명가 미하일 바쿠닌의 조카이기도 한 수학자 레나토 카초폴리가 나폴리에서 태어났다. 1946년에 첫 이탈리아의 대통령(임시로 6개월 간의 권한이 주어졌다)은 토레델그레코 출신의 엔리코 데 니콜라다. 캄파니아는 최근의 11대 대통령 조르조 나폴리타노은 물론이고 전직 총리 겸 제6대 대통령 조반니 레오네의 고향이기도 했다.

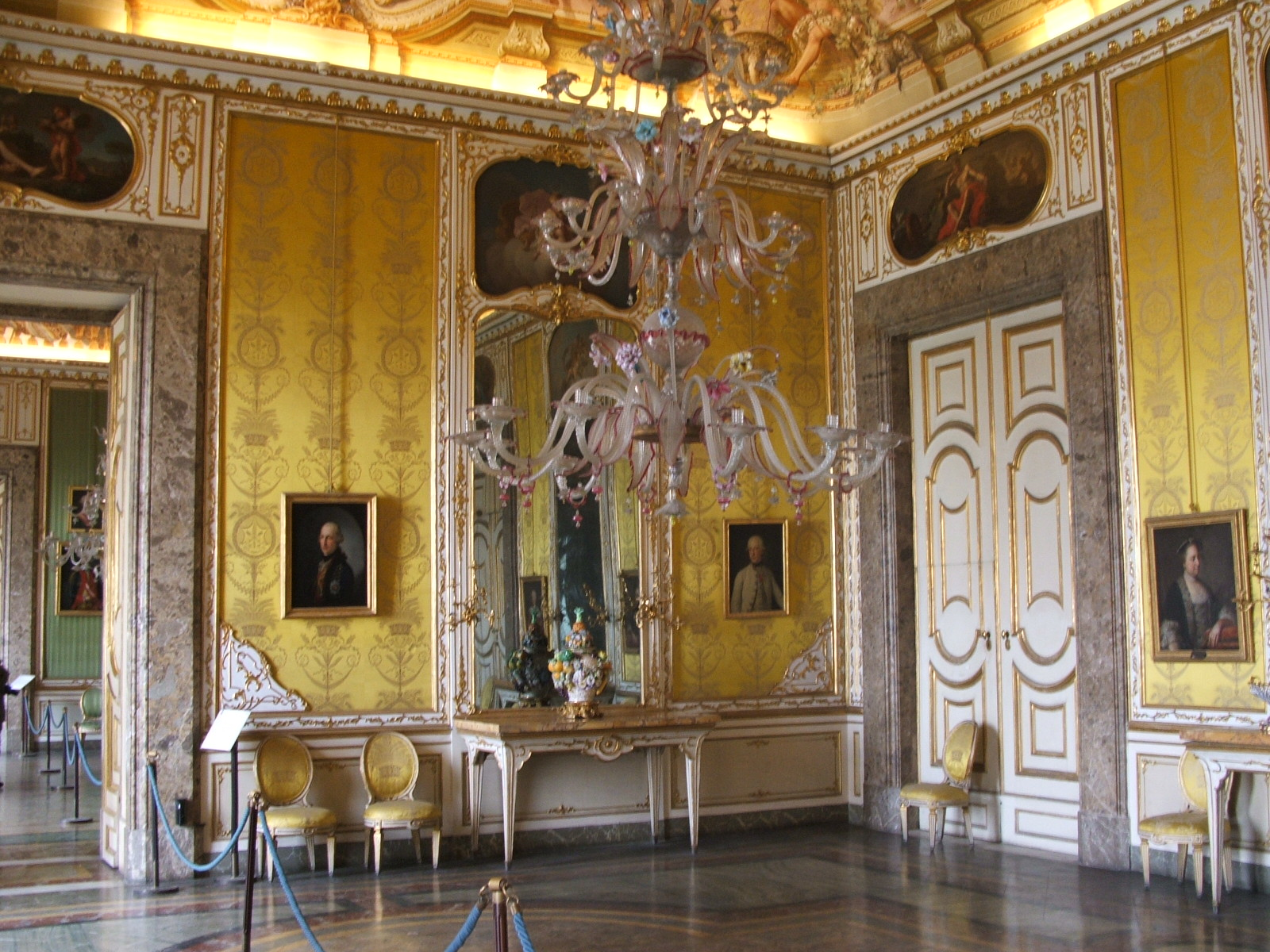
카세르타 궁전 내부의 로코코 예술.

20세기의 나폴리에서 가장 잘 알려진 철학자이자 작가는 미학, 윤리학, 논리학, 경제학, 사학, 정치학에서 그의 연구로 유명하였던 베네데토 크로체다.
유명한 나폴리의 예술가, 배우, 극작가, 쇼맨으로는 에두아르도 데 필리포, 페피노 데 필리포와 그들의 누이인 티티나 데 필리포다. 토토(안토니오 데 쿠르티스의 별칭)는 20세기 나폴리에서 가장 중요한 희극인들 중 한명이다. 그는 "말라펨메나(Malafemmena)"라는 곡으로도 알려져있다.
팝 아티스트 앤디 워홀은 1980년 이르피니아 지진을 주제로한 유명한 두 작품 파테 프레스토(Fate presto)와 베수비우스(Vesuvius)를 만들었다. 두 원작은 카세르타 궁전에 테라에 모투스(Terrae Motus)에서 전시하고 있다.
오스카상을 수상한 여배우 소피아 로렌은 포추올리에서 자랐다.
오스카와 다비드 상을 수상한 영화 제작자 디노 데 로렌티스는 토레안눈치아타 출생이다. 그의 손주 중 한명은 푸드네트워크의 유명인 자다 데 라우렌티스다.
현대의 캄파니아 작가들로는 쿠르치오 말라파르테와 도메니코 레아가 있다.
20세기와 21세기의 캄파니아 출신의 배우들로는 프란체스코 로시, 이아이아 포르테, 파피 코르시카토, 테레사 데 시오, 렐로 아레나, 마시모 트로이시가 있고 감독으로는 가브리엘레 살바토레스가 있다.
캄파니아 출신의 현대 이탈리아 가수들과 음악가들에는 페피노 디 카프리, 레나토 카로소네, 에도아르도 벤나토, 에우제니오 벤나토, 마리오 메롤라, 세르조 브루니, 아우렐리오 피에로, 로베르토 무롤로, 에우제니오 벤나토 토니 탐마로, 테레사 데 시오, 에두아르도 데 크레셴초, 알란 소렌티, 토니 에스포시토, 툴리오 데 피스코포, 마시모 라니에리, 피노 다니엘레, 제임스 세네스와 제임스의 그룹 나폴리 센트랄레 그리고 엔초 아비타빌레, 엔초 그라냐니엘로, 니노 단젤로, 지지 달레시오, 99 포세, 알마메그레타, 비스카, 24 그라나가 있다.
나폴리에 대한 영화를 제작한 감독 또는 캄파니아가 나오는 영화에서 연기를 한 배우들 또는 나폴리어로 해석된 영화로는 비토리오 데 시카, 난니 로이, 도메니코 모두뇨, 렌초 아르보레, 리나 베르트뮐러, 마리오 란차, "나폴리의 기적"에 클라크 게이블, "아반티!" 잭 레먼과 마카로니에서 연기를 같이한 마르첼로 마스트로야니.
1971년에 생긴 지포니영화제는 어린 대중들에게 처음이자 가장 중요한 축제이다.

### 스포츠
캄파니아는 국내에 있는 일부 축구, 수구, 배구, 농구와 테니스 클럽들의 연고지이기도 하다.
나폴리에 있는 펜싱학교는 이탈리아내에서 가장 오래됐으며 펜싱 기술을 가르치는걸 허용하는 "master of swords" 권한을 얻을수있는 이탈리아내 유일한 곳이다.
"Circolo Savoia"와 "Canottieri Napoli" 요트클럽은 이탈리아에서 가장 오래되었고 그들의 레가타로 유명하다. 클럽들은 주요 수구팀들이기도 하다. 많은 캄파니아와 나폴리 출신의 뱃사람들은 아메리카 컵에 선원으로서 참가한다.
조정 선수 주세페 아바냘레와 카르미네 아바냘레는 카스텔람마레디스타비아 출신이다. 그들은 조정 세계대회에서 4차례 우승하였고 올림픽 금메달리스트들이다.
캄파니아에 있는 축구팀들:
- SSC 나폴리: 세리에 A에 참가하고 있으며, 세리에 A 우승 타이틀을 갖고 있는 남부 이탈리아의 유일한 클럽이다.
- SS 유베 스타비아: 카스텔람마레디스타비아를 연고지로 하고 있으며 현재 세리에 B에 참가중이다.
- AS 아벨리노: 과거에 세리에 A에 있었으며, 현재 세리에 B에 참가중이다.
- 베네벤토 칼초: 레가 프로 프리마 디비시오네에 참가중이다.
- ASG 노체리나: 노체라인페리오레가 연고이며, 현재는 레가 프로 프리마 디비시오네에 참가중이다.
- US 살레르니타나 1919: 과거에 세리에 A에 있었으며, 현재는 레가 프로 세콘다 디비시오네에 참가중이다.
- ASD 바티팔리에세: 세리에 D에 참가중이다.
- AC 사보이아 1908: 1924년에 세리에 A 준우승을 한적이 있으며, 현재는 세리에 D에 참가중이다.